# 史堅如
史堅如（1879年6月24日—1900年11月9日），原名久緯，字經如，後改堅如，廣東番禺人，基督徒，系中国清末革命烈士，為明末名將史可法之後裔。1900年10月，其策划炸死清廷广东官员德寿未遂被捕，次月被处死於廣州。其墓葬位于今广州黄花岗公园。

## 生平
史堅如生于公元1879年夏，出身官僚富家，先祖來自浙江山陰，有一兄一妹。其年少時體弱，但聰慧好學，喜愛讀書。1898年進入教會學校格致書院讀書，正式接受西式教育。1899年，經格致書院教授崔通約介紹加入興中會，並赴日本橫濱與孫中山會面，回國後在湖南一帶聯絡會黨，預謀起義。返粵後，繼續在格致書院讀書。
1900年，中國北方爆發義和團運動，導致八國聯軍入侵，孫中山領導的革命勢力決定趁虛起義，鄭士良把握良機發動惠州起義，史堅如則在廣州響應籌款，其將自己名下的田產抵押，換作行動經費。由於錢械不足，史領導的廣州革命勢力疲軟渙散，以致其不得不冒險謀劃以爆炸方式謀殺廣東巡撫及署理兩廣總督德壽，以配合惠州起義。其初購炸藥二十五箱，被安勇搜去，再購炸藥兩百磅，以朋友宋少東名義租賃德壽居所後花園附近的宅院，並在此掘一地道，以備安放炸藥。
1900年10月26日晚，史堅如首次引爆炸藥，但由於引線失靈，炸藥未爆。10月30日凌晨，其再次將炸藥引燃，炸藥在當日黎明時分爆炸，將巡撫衙門附近的數間房屋炸塌，地面上成一深洞，造成十餘名平民死傷。由於炸藥數量不足，德壽本人未受爆炸波及，只是自床上震落受驚。史堅如見事未成，只身返回事發地查看，尋找失敗原因。

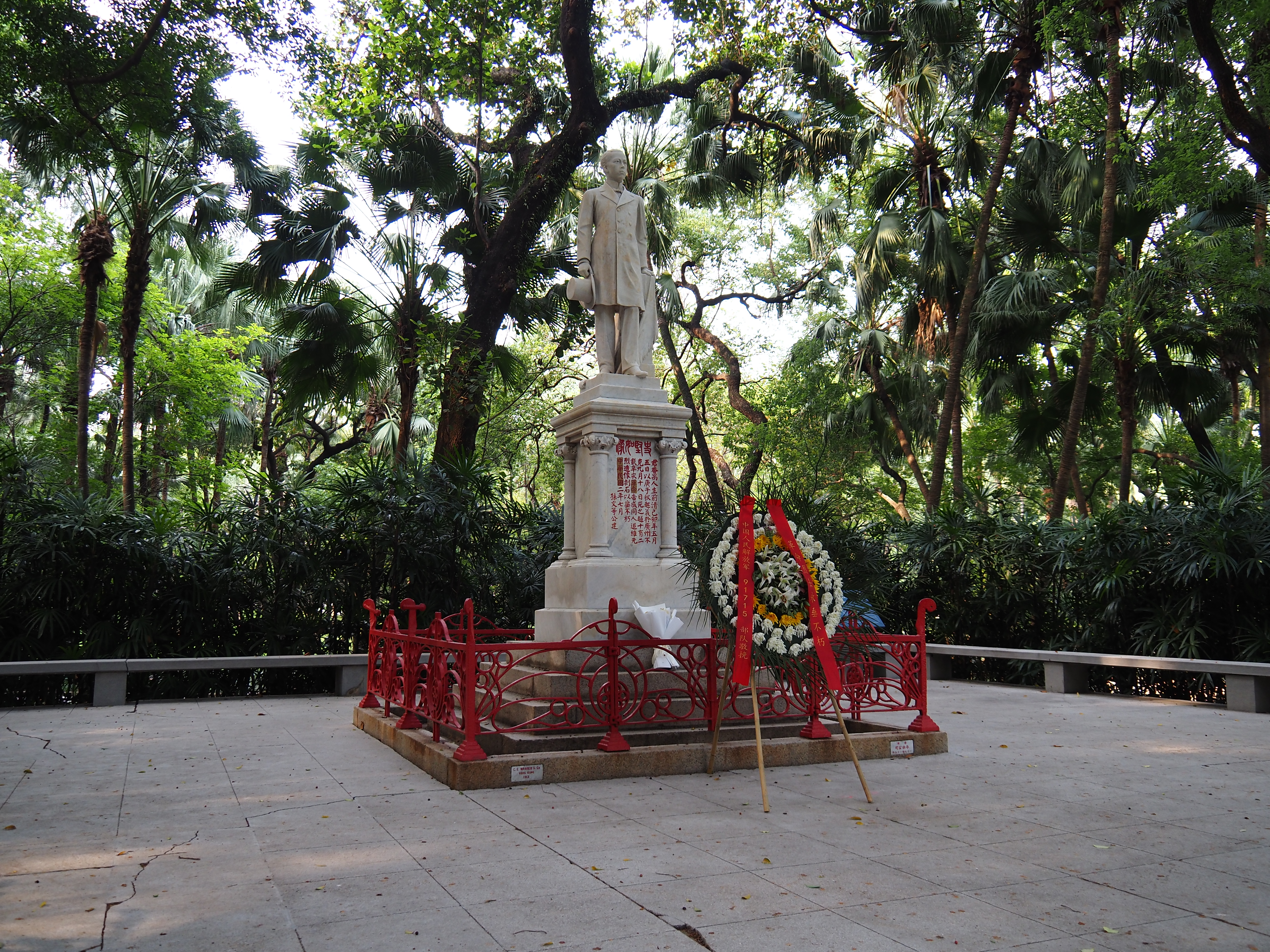
位于黃花崗公園史坚如墓地的白玉雕像

此次爆炸事件震驚省城，清朝當局立刻展開查緝，很快從其害怕被株連的親屬處得知了史堅如策劃爆炸及藏身的線索。史最初躲在華人傳教士兼興中會會員毛文明家中，10月31日，其赴香港時在省港碼頭被清兵捕獲，遂被綁縛南海縣衙。在審訊中，其深受酷刑，被拔光手足指甲嚴刑逼供，期間數度昏死，但其始終不屈，未供出行事同謀。
1900年11月8日，德壽下令處死史堅如。次日（11月9日），史堅如被押赴廣州天字碼頭刑場斬首處決，歿年21歲（虚岁22岁），其首級被懸於爆炸事發處警示民眾。德壽將事件經過及結果報告清廷，獲得了表示肯定的批示。

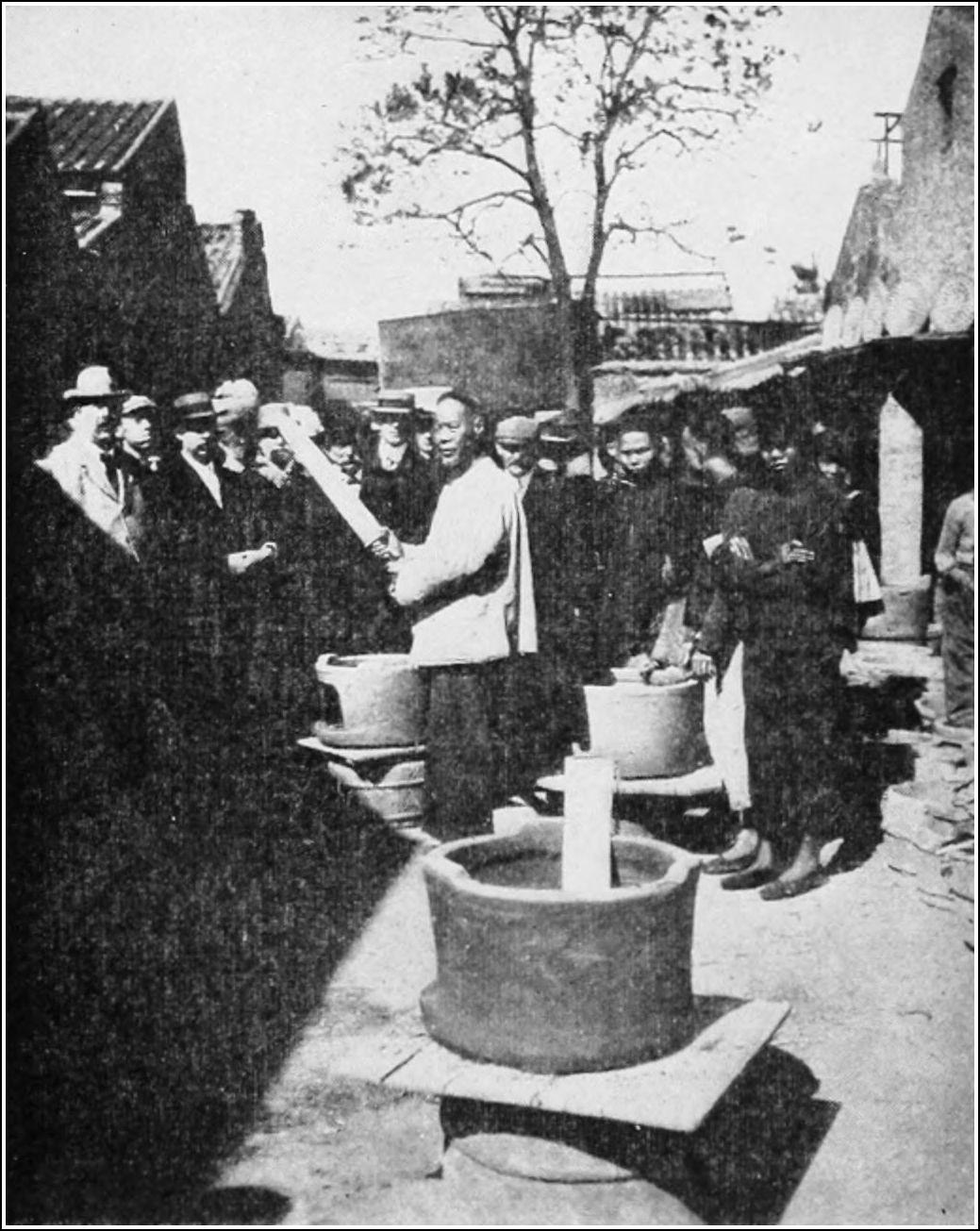
史坚如殉难的天字码头刑场景象（非其行刑时所摄），图中持刀者为刽子手，周围是来此游览的外国人，当时广州的刑场是外国游客的观光热点。本图载于美国海军著书中。

## 身后事
史坚如遇难后，其尸身被当局运至广州城东埋葬死囚的荒冈丢弃。附近一寺庙的老住持见后于心不忍，召人将其遗体秘密安葬于寺内佛堂龛下的穴洞中。
清朝滅亡後，史堅如的事蹟立刻被重新提及。1911年底，即有聲音為其鑄造銅像。1912年4月28日，孫中山在廣州為史堅如召開了追悼大會，當日有來自社會各界共六七千人參會，規模盛大。孫中山稱其：「浩氣英風，實足為後死者之模範」。

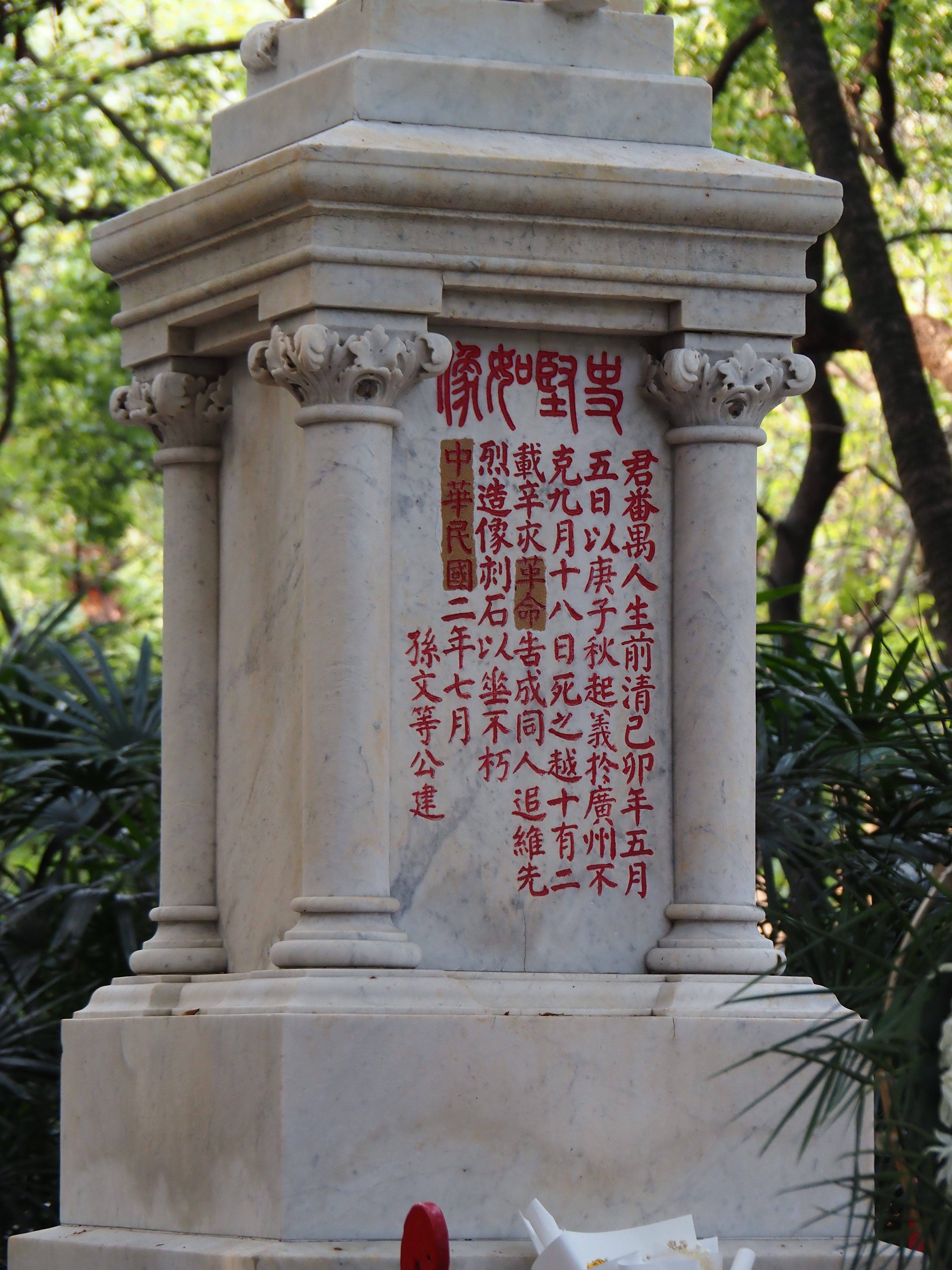
孙中山等人为史坚如塑像题写的碑文（中文）

1913年初，仍然健在的寺廟老住持將當年埋葬史堅如的情況告知了時任廣州都督、史堅如生前好友胡漢民，廟內僧侶一併捐出了寺廟的建築，胡漢民隨即將寺廟闢為史堅如專祠，並將其交由史家親屬管理，史堅如的遺骸也被重新收殮至一金塔內後原地埋葬。孫中山得知後，立刻為史堅如紀念碑題詞。1917年，駐粵滇軍也曾為史堅如製造銅像。1924年，國民黨在史堅如母校嶺南學校中為其製造了漢白玉石像，於當年5月20日揭幕，該石像隨後也被遷往史堅如專祠內。當年12月，胡漢民在第一公園（今廣州人民公園）為史堅如題詞立碑。1928年，史堅如嗣子史勖濟將其專祠交由政府管理。

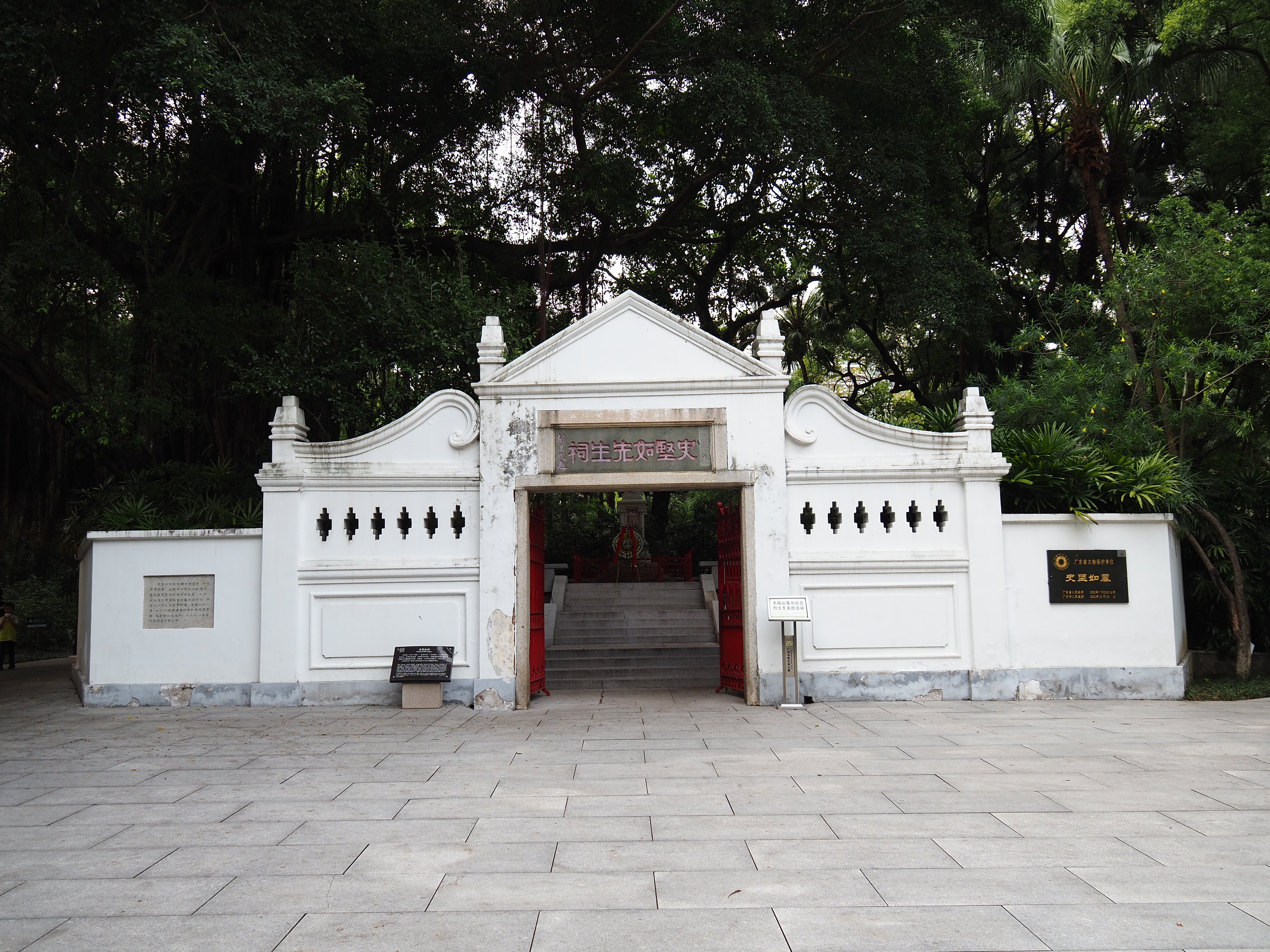
史坚如墓地祠堂，位于广州黄花岗公园内，门上匾额由胡汉民题写。

1978年，廣州市文物部門將埋葬史堅如的金塔遷葬至黃花崗七十二烈士墓旁，並在墓園內為其設專祠，其石像及胡漢民題寫石匾被一併遷於此地。
廣州私立嶺南大學（今中山大學）內有一座「惺亭」，由惺社同學於民國十七年（1928年）捐建，用以紀念史堅如、區勵周、許耀章三位師生。

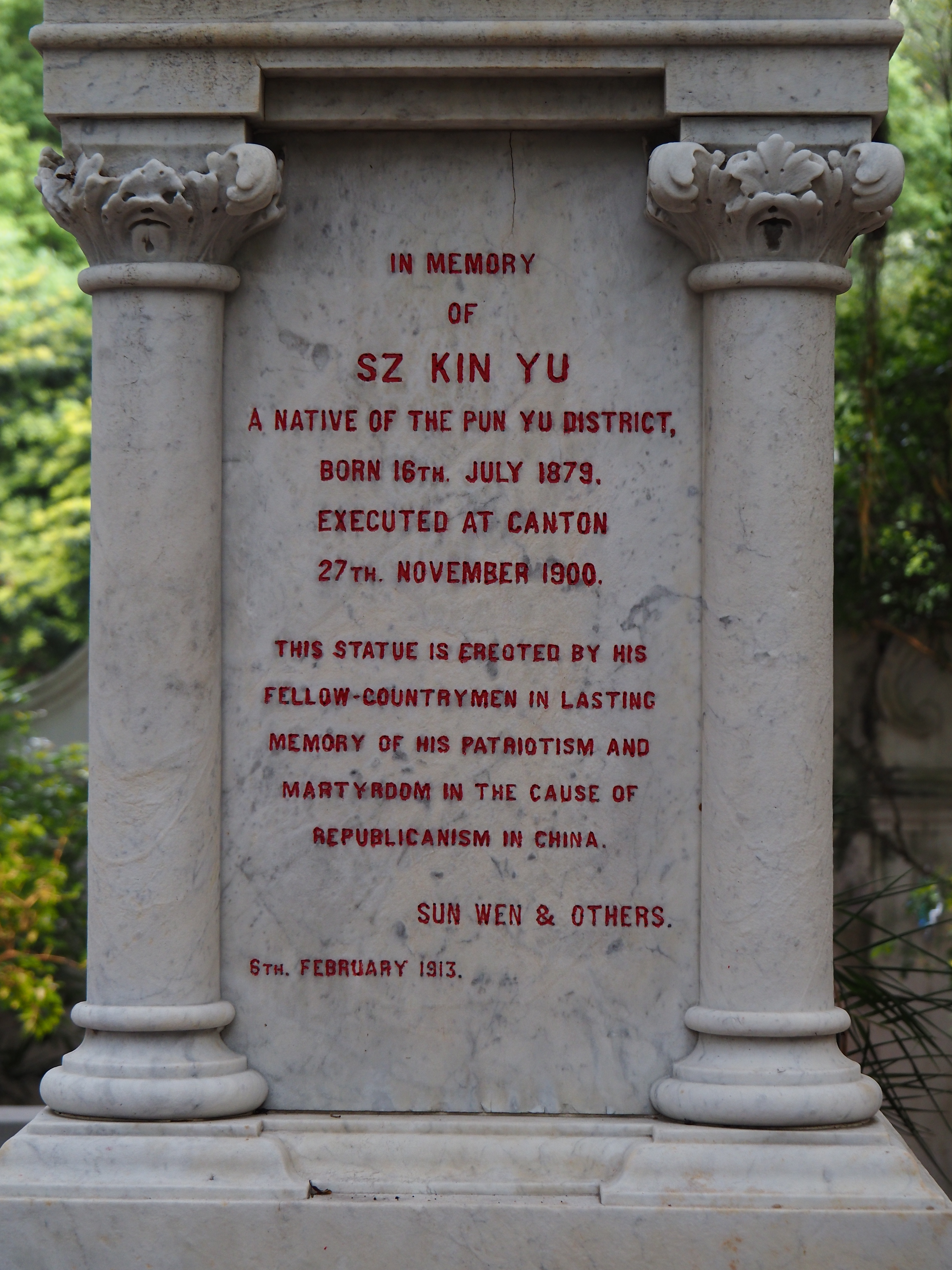
孙中山等人为史坚如塑像题写的碑文（英文，其生卒年月有误）

## 家人
- 兄：史古愚（？-1914），革命黨人，易名張篠然，史堅如之長兄。曾變賣家產參與孫中山革命。
- 妹：史憬然（1881-1902），人称“三姑”，习医，系思想进步、忧国忧民、热心革命之进步女性，与史坚如同系兴中会成员，也是该会有记录的唯一女性会员。1902年，因误食生冷食物染病去世。其墓位于大窝岭。
- 嗣子：史勖济，生于1904年，系其兄史古愚生子，将其过继给史坚如。曾任教于广州市第二十五中学。